# De Toren van Babel (Rotterdam)
De toren van Babel is een schilderij van de Brabantse schilder Pieter Bruegel de Oude in het Museum Boijmans Van Beuningen in Rotterdam.

## Voorstelling
Het stelt de toren van Babel voor, een bouwwerk uit het Bijbelboek Genesis, dat door de Babyloniërs werd gebouwd en dat 'tot aan de hemel' zou reiken. God strafte de Babyloniërs echter voor hun hoogmoed met de Babylonische spraakverwarring waarop de bouw van de stad (en de toren) werd gestaakt.

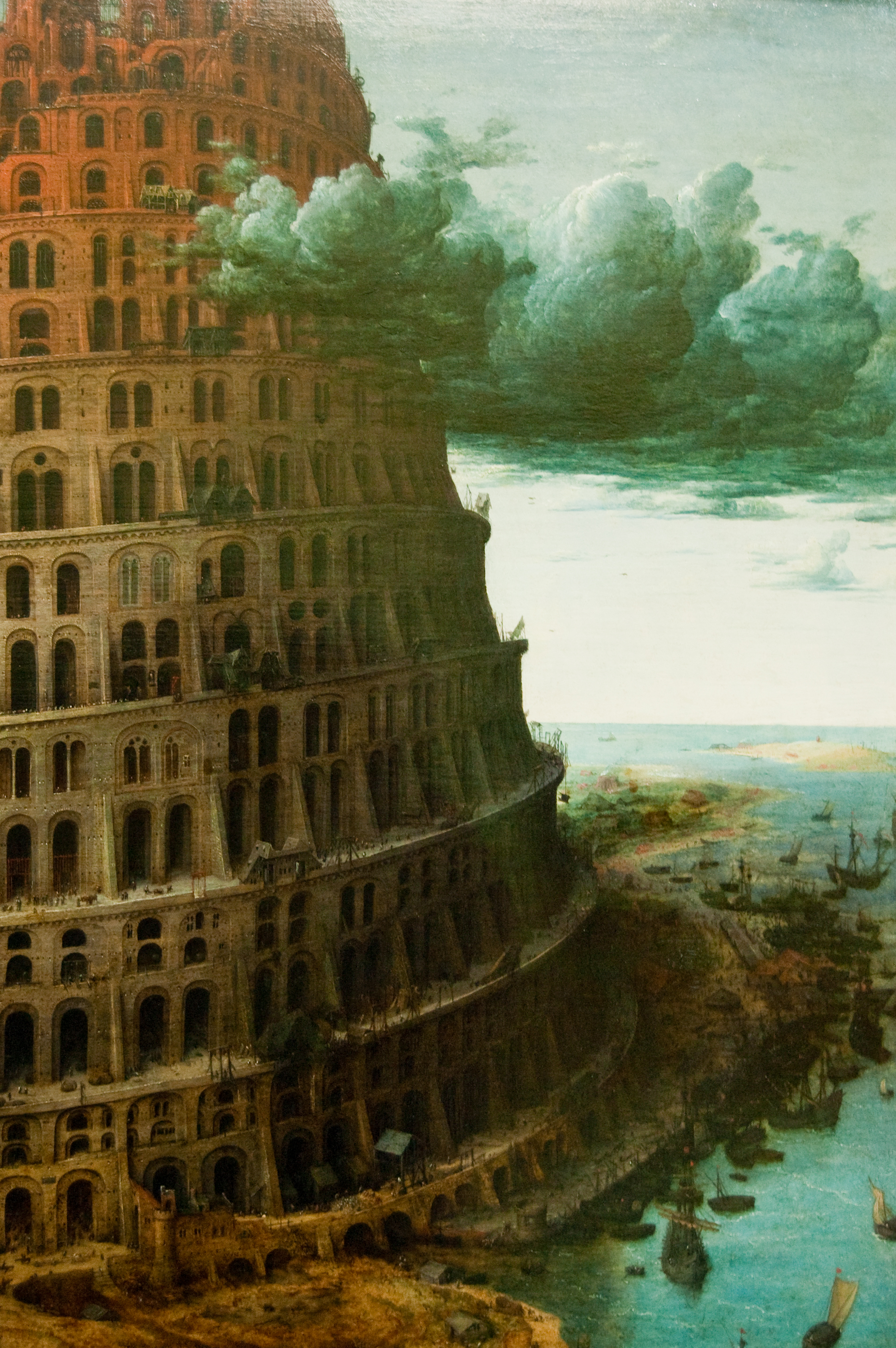
Detail.

Op het schilderij van Bruegel is te zien hoe de toren tot voorbij de wolken letterlijk tot aan de hemel reikt. Op en rondom de toren krioelt het van de bedrijvigheid. Op de toren zijn talloze mensen druk aan het bouwen. In de haven voor de toren zijn een groot aantal zeilschepen en galeien afgemeerd. Op de voorgrond zijn enkele figuren bezig bomen te kappen en stenen uit de grond te halen. Het landschap in de achtergrond is al grotendeels ontbost. De mensen daar wonen in schamele hutjes.
Het werk is meer dan alleen een uitbeelding van het Bijbelverhaal. In de 15e en 16e eeuw werd het onderwerp vooral gekozen als symbool van de 'verkeerde wereld', de zelfoverschatting en incompetentie van de mens. De manier waarop Bruegel de architectuur van de toren uitbeeldde, met talrijke bogen en andere voorbeelden van Romeinse architectuur, doet denken aan het Colosseum in Rome. Bruegel zal dit gebouw zeker hebben gezien tijdens zijn verblijf in Rome rond 1553.

## Toeschrijving en datering

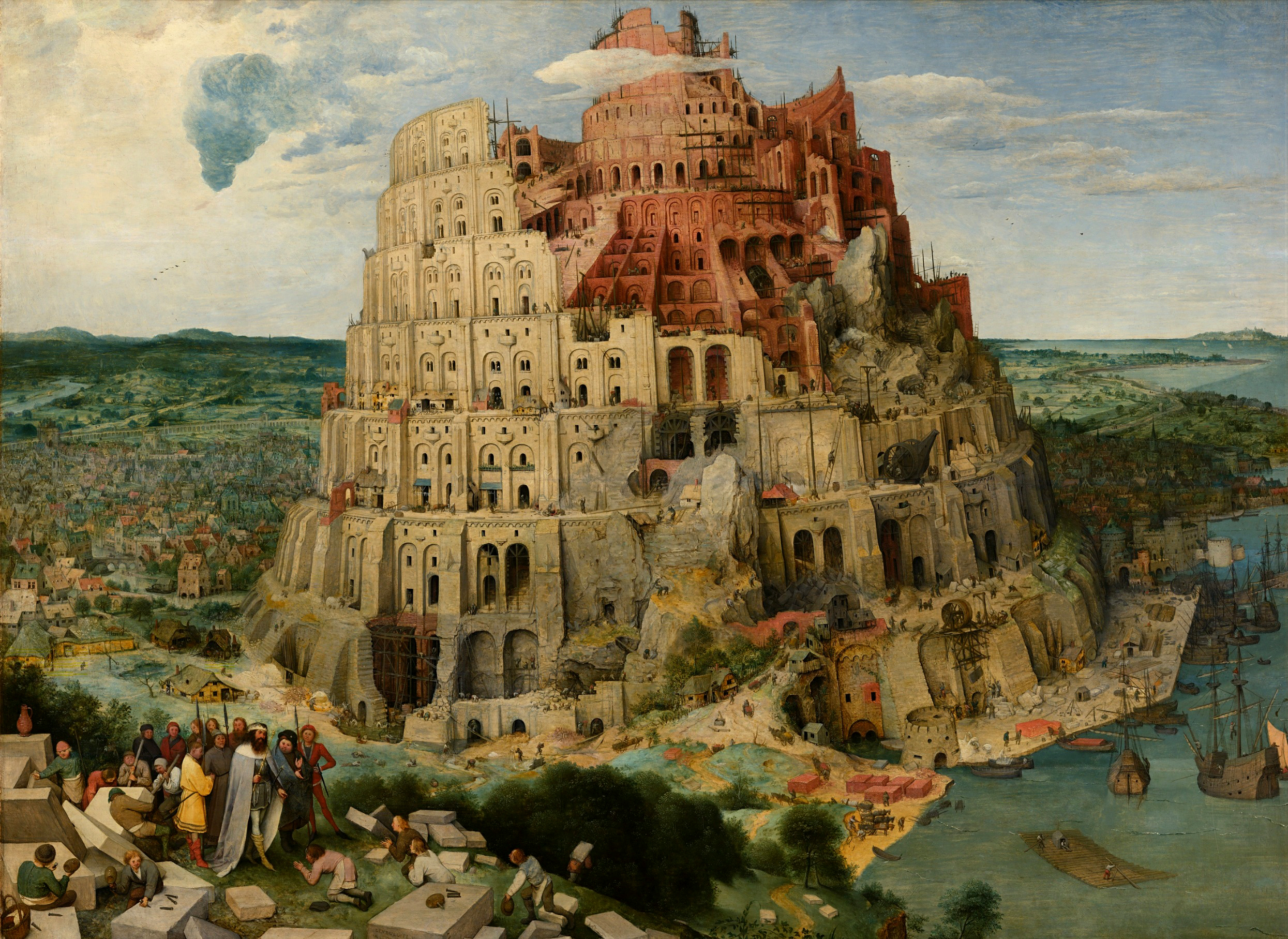
Pieter Bruegel de Oude. De toren van Babel. 1563. Wenen, Kunsthistorisches Museum.

Het werk wordt in de literatuur algemeen aan Bruegel toegeschreven. Sommige auteurs dateren het onmiddellijk na zijn Italiaanse reis, omstreeks 1554-1555. Anderen, onder wie Michael Pye, denken dat het ontstaan is in dezelfde tijd als Bruegels Toren van Babel in Wenen. Dit werk is 1563 gedateerd. Volgens Pye zou het Rotterdamse exemplaar geschilderd zijn in Antwerpen en was het de Thoren van Babilonyen in het bezit van de handelaar Nicolaes Jonghelinck. Het museum en de meeste kenners zien het paneel echter als een laat werk gemaakt rond 1568.

## Herkomst
In zijn Schilder-boeck uit 1604 meldt Karel van Mander dat er op dat moment twee versies van de Toren van Babel door Bruegel zijn in de verzameling van keizer Rudolf II, te weten een groot stuck/ wesende eenen thoren van Babel/ daer veel fraey werck in comt/ oock van boven in te sien. Noch een der selver Historie/ cleen oft minder wesende. Men gaat ervan uit dat het hier om de werken in Rotterdam en Wenen gaat. Uit een notitie van Pieter Stevens kan echter worden afgeleid dat het Rotterdamse exemplaar zich niet bij de keizer bevond, maar in Brussel bij de rechter Nicolaes vanden Brande. Zoniet zou men moeten veronderstellen dat er twee kleine torens van Babel bestonden.
Op de achterzijde van het werk is een ovaal stempel aangebracht met het huwelijkswapen van een Spaanse koningin en de tekst ‘ELISABETH DEI GRATIA HISPANIARUM REGINA’ (Elisabeth bij de gratie Gods koningin van Spanje). Waarschijnlijk wordt hiermee bedoeld Elisabetta Farnese, die in 1714 trouwde met Filips V van Spanje, een ver familielid van Rudolf II.
Het werk werd door Museum Boijmans Van Beuningen verworven in 1958 met de verzameling die Daniël George van Beuningen aan het museum naliet.
- Koninklijk Instituut voor het Kunstpatrimonium: 11076252
- RKDimages: 26043

Landschap met de parabel van de zaaier (1557) · Wie een varken is, moet in het kot (1557) · Twaalf spreekwoorden (1558) · De spreekwoorden (1559) ·  De strijd tussen Vasten en Vastenavond (1559) · De kinderspelen (1560) · De zelfmoord van Saul (1562) · Twee aapjes (1562) · De val der opstandige engelen (1562) · De triomf van de dood (ca. 1562) · Dulle Griet (1563) · De vlucht naar Egypte (1563) · Gezicht op de baai van Napels (ca. 1563) · De bouw van de toren van Babel (1563) · De aanbidding door de wijzen in de sneeuw (1563) · De kruisdraging (1564) · De aanbidding door de wijzen (1564) · De ontslaping van Maria (ca. 1564) · Christus en de overspelige vrouw (1565) · De hooitijd (juni/juli) (1565) · De oogst (augustus/september) (1565) · De terugkeer van de kudde (oktober/november) (1565)  · Jagers in de sneeuw (december/januari) (1565) · De sombere dag (februari/maart) (1565) · Winterlandschap met schaatsers en vogelknip (1565) · De kindermoord te Bethlehem (ca. 1566) · De boerenbruiloftsdans (1566) · De volkstelling te Bethlehem (1566) · De prediking van Johannes de Doper (1566) · De Sint-Maartenswijn (1566-67) · Het Land van Kokanje (Luilekkerland) (1567) · De bekering van Paulus (1567) · Het bruiloftsmaal (ca. 1567) · De dorpskermis (ca. 1567) · De toren van Babel (ca. 1568?) · Drie soldaten (1568) · De nestrover (1568) · De misantroop (1568) · De parabel van de blinden (1568) · Hoofd van een boerin (ca. 1568) · De kreupele bedelaars (1568) · De ekster op de galg (1568)
Landschap met de verschijning van Christus aan het meer van Tiberias (1553) · De aanbidding door de wijzen (ca. 1556) · De val van Icarus (ca. 1565)
De grote vissen eten de kleine · Zeeslag in de Straat van Messina